# Brian Sørensen (træner)
 For alternative betydninger, se Brian Sørensen. (Se også artikler, som begynder med Brian Sørensen)
Brian Sørensen (15. juni 1980) er en dansk fodboldtræner, der er cheftræner for  Fortuna Hjørring, kvinder . Han har tidligere været træner i Fortuna hjørring fra 2012 til 2018 
Fra 2006-2012 var han træner for  VSK Aarhus, som han førte til en tredje plads i 3F-ligaen og vandt klubben første pokal titel i 2009 
FC Nordsjælland som han vandt pokalfinalen med i 2020 og førte holdet til en tredje plads i deres første sæson i kvindeligaen   
Han har haft sit eget tømrerfirma fra 2005-2020 og har udviklet og opfundet Goal Station, som udbredes til hele verden. En meget advanceret træningsarena med alverdens teknologiske apparater til forbedring af teknikker hos fodboldspillere.